# NGC 2438
NGC 2438 là một tinh vân hành tinh cách chúng ta khoảng 3.000 năm ánh sáng trong chòm sao Thuyền Vĩ.  Nó được phát hiện bởi William Herschel vào ngày 19 tháng 3 năm 1786. NGC 2438 dường như nằm trong cụm M46, nhưng rất có thể nó không liên quan vì nó không chia sẻ tốc độ hướng tâm của cụm. Vụ án này là một ví dụ khác về một cặp chồng, tham gia vụ án nổi tiếng NGC 2818.
Phơi nhiễm lâu đã cho thấy tinh vân hành tinh này có quầng kép mở rộng, trong khi phần dễ nhìn thấy hơn có lẽ là do cái chết của sao khổng lồ đỏ ở trung tâm của nó.

## Ngôi sao trung tâm
Ngôi sao trung tâm của tinh vân hành tinh này là một sao lùn trắng 17,7 độ, với nhiệt độ bề mặt khoảng 75.000 K (74.700 °C). Đó là một trong những ngôi sao nóng nhất được biết đến.

## Hình ảnh

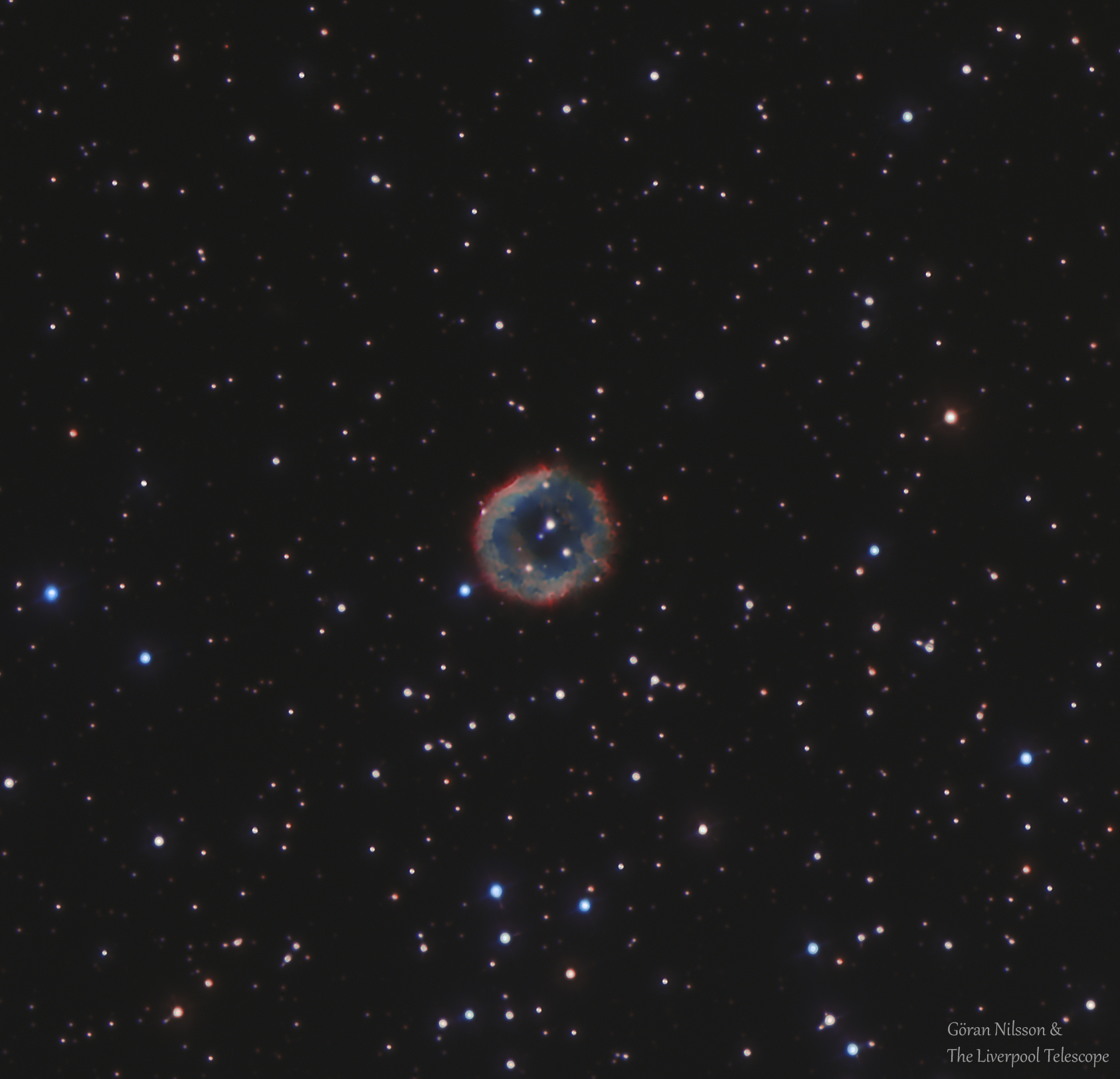
Hình ảnh HaRGB của tinh vân hành tinh NGC 2348, từ Kính viễn vọng Liverpool